# Летище „Лондон Хийтроу“
Летище „Лондон Хийтроу“ (на английски: London Heathrow Airport) е най-голямото летище във Великобритания и най-натовареното европейско летище и второ по брой интернационални пътници в световен мащаб. Разполага с 5 пътнически терминала и един товарен терминал. Намира се на 23 км западно от центъра на Лондон. Построено е през 1946 година.
Летището се намира на площ от 1227 хектара. Разполага с две писти – северна, с дължина 3902 метра и южна с дължина 3660 метра. През 2014 г. са извършени 472 802 полета, средно по 1295 на ден. Пътникопотока за 2019 г. е 80 844 310 души. Има 125 ръкави за самолети. Терминалите са открити през 1961, 1968, 1986 и 2008, а Терминал 2 е преоткрит след реконструкция през 2014 г.
Аеропортът се използва от 80 авиолинии и го свързват със 185 дестинации в 84 държави. То е хъб за националния превозвач Бритиш Еъруейс и база за Върджин Атлантик. Рзполага с 5 пътнически терминала (2 – 5) и един карго терминал. През 2014 година през аеропорта са преминали 73,4 млн. пътника, от които 93% са транзитни, а останалите 7% са предпочели Великобритания като дестинация.
Петият терминал обслужва Бритиш Еъруейс.

## Терминали

### Терминал 1
Първият терминал отваря врати през 1968 г. и е официално открит година по-късно (1969 г.) от Кралица Елизабет Втора. Първоначално терминалът е обслужвал полетите на Бритиш Еъруейс, летящи из Европа и няколко междуконтинентални полета.
Терминалът се очакваше да бъде разрушен, но това не се случи. На негово място се планираше разширяване на терминал 2. Терминалът бива закрит на 29 юни 2015 година след последните два полета на националната британска компания – излитащия за Хановер и кацащия от Баку.

### Терминал 2
Най-новият терминал отваря врати на 4 юни 2014 г., известен е под името „Терминалът на Кралицата“. Проектиран е от испанския архитект Луис Видал. Основният комплекс е завършен през ноември 2013 г. и е тестван шест месеца преди да бъде отворен за пътници. В него има 52 магазина, 17 бара и ресторанта. Терминал 2 се използва от всички членове на Star Alliance, които летят от Хийтроу, с изключение на Air India. Aer Lingus, Germanwings и Icelandair също оперират от терминала. Развитието на терминала ще продължи, той развива капацитета си, за да може да поеме целия пътникопоток от терминал 3, който ще бъде закрит 2019 година.

### Терминал 3
Терминал 3 е известен като „Океанския терминал“, тъй като обслужва полети от Азия, Северна Америка и други далекоизточни дестинации. Терминалът бива преименуван след като през 1970 година е построена и залата за пристигащи. За първи път в Кралството са пуснати „ходещи пътеки“ в терминала. От 2006 година летището може да приема и обслужва Еърбъс 380.
Към 2013 година терминалът е с площ 98.962 m2 (1065220 м фута), а през 2011 година са обслужени 19,8 милиона пътници от 104 100 полета. Очаква се терминалът да бъде разрушен през 2019 година.

### Терминал 4
Отворен през 1986 г., Терминал 4 е разположен на юг от южната писта в близост до терминала за товари и е свързан с терминали 1, 2 и 3 от тунел „Heathrow Cargo“. Терминалът е с площ от 105,481 м2 (1135390 м фута) и сега е хъб на SkyTeam alliance, с изключение на Garuda Indonesia, Middle East Airlines и Delta Air Lines. В терминала са инвестирани 200 милиона паунда за разширяване на чек-ин ареата, обновени ръкави, зали за заминаване, инсталиране на нова багажна система, изграждане на нови стойки за Еърбъс 380, който оперира от този терминал.

### Терминал 5
Терминал 5 е между северните и южните пистите в западния край на летището и е открит от Кралица Елизабет II на 14 март 2008 г., около 19 години след създаването си. Той е открита на 27 март 2008 г., и British Airways и Iberia използват този терминал.

## Трафик и статистика

### Статистика
Хийтроу е седмото най-натоварено летище в света според данни от 2019 година.

### Най-натоварени дестинации
През летището преминават 74 985 748 пътници през 2015 (включително 31 767 транзитни). В списъка отдолу са десетте най-предпочитани дестинации.
| Място | Летище                 | Брой пътници |
| ----- | ---------------------- | ------------ |
| 1     | Ню Йорк Джон Ф. Кенеди | 3 050 499    |
| 2     | Дубай Интернешанъл     | 2 451 738    |
| 3     | Дъблин                 | 1 682 855    |
| 4     | Амстердам              | 1 587 605    |
| 5     | Хонг Конг Интернешанъл | 1 584 486    |
| 6     | Франкфурт              | 1 530 986    |
| 7     | Лос Анджелис           | 1 518 903    |
| 8     | Мадрид                 | 1 321 558    |
| 9     | Париж-Шарл дьо Гол     | 1 252 777    |
| 10    | Мюнхен                 | 1 230 618    |

## Авиокомпании и дестинации
В таблиците са дадени най-популярните и натоварени дестинации към февруари 2020 година. 

### Терминал 2
| Авиокомпания                  | Град – Летище                                                                          |
| ----------------------------- | -------------------------------------------------------------------------------------- |
| Aegan Airlines                | Атина                                                                                  |
| Aer Lingus                    | Белфаст Сити, Дъблин, Корк, Шанън                                                      |
| Еър Канада                    | Ванкувър, Калгари, Монреал, Отава, Торонто                                             |
| Air China                     | Пекин, Чънду                                                                           |
| All Nippon Airways            | Токио – Ханеда                                                                         |
| Asiana Airlines               | Сеул Инчон                                                                             |
| Austrian Airlines             | Виена                                                                                  |
| Avianca                       | Богота                                                                                 |
| Brussels Airlines             | Брюксел                                                                                |
| Ethiopian Airlines            | Адис Абеба                                                                             |
| Eurowings                     | Дюселдорф, Кьолн/Бон, Хамбург, Щутгарт                                                 |
| LOT                           | Варшава                                                                                |
| Луфтханза                     | Мюнхен, Франкфурт                                                                      |
| Scandinavian Airlines         | Копенхаген, Осло, Ставангер, Стокхолм Арланда                                          |
| Singapore Airlines            | Сингапур                                                                               |
| South African Airways         | Йоханесбург                                                                            |
| Swiss International Air Lines | Женева, Цюрих                                                                          |
| TAP Portugal                  | Лисабон, Порто                                                                         |
| Thai Airways                  | Банкок                                                                                 |
| Turkish Airlines              | Истанбул                                                                               |
| United Airlines               | Вашингтон – Дълес, Денвър, Лос Анджелис, Нюарк, Сан Франциско, Хюстън, Чикаго „О'Хеър“ |

### Терминал 3
| Авиокомпания                    | Град – Летище |
| ------------------------------- | --- |
| American Airlines               | Бостън, Далас, Лос Анджелис, Маями, Ню Йорк, Роли/Дърам, Чикаго „О'Хеър“, Филаделфия, Финикс, Шарлот |
| Delta Airlines                  | Атланта, Бостън, Детройт, Минеаполис, Ню Йорк, Солт Лейк Сити |
| Emirates                        | Дубай |
| Japan Airlines                  | Токио Ханеда |
| LATAM Brasil                    | Сао Пауло Гуарулюс |
| Pakistan International Airlines | Исламабад, Карачи, Лахор, Сиалкот |
| Qantas                          | Мелбърн, Пърт, Сидни, Сингапур |
| Virgin Atlantic                 | Атланта, Бостън, Вашингтон – Дълес, Делхи, Йоханесбург, Лагос, Лас Вегас, Лос Анджелис, Маями, Мумбай, Нюарк, Ню Йорк, Сан Франциско, Сао Пауло Гуарулюс, Сиатъл/Такома, Тел Авив, Хавана, Хонг Хонг, Шанхай |

### Терминал 4
| Авиокомпания          | Град – Летище                      |
| --------------------- | ---------------------------------- |
| Aeroflot              | Москва Шереметиево                 |
| Aeromexico            | Мексико Сити                       |
| Ер Франс              | Париж Шарл дьо Гол                 |
| Air Astana            | Астана                             |
| Air India             | Ахмедабад, Бангалор, Делхи, Мумбай |
| Air Serbia            | Белград                            |
| Alitalita             | Милано Линате, Рим Фиумичино       |
| България Еър          | София                              |
| El Al                 | Тел Авив                           |
| Etihad Airways        | Абу Даби                           |
| Kenya Airways         | Найроби                            |
| KLM                   | Амстердам                          |
| Korean Air            | Сеул Инчон                         |
| Malaysia Airlines     | Куала Лумпур                       |
| Qatar Airways         | Доха                               |
| Royal Brunei Airlines | Бандар Сери Бегаван                |
| Saudia                | Джеда, Рияд                        |
| ТАРОМ                 | Букурещ Отопени                    |
| Vietnam Airlines      | Ханой, Хошимин                     |

### Терминал 5
| Авиокомпания | Град – Летище |
| ------------ | ------------- |
| Иберия       | Мадрид        |

### Полети на British Airways
| Авиокомпания   | Град – Летище |
| -------------- | --- |
| Бритиш Еъруейс | Абърдийн, Абу Даби, Абуджа, Акра, Аман, Амстердам, Атина, Атланта, Базел/Мюлуз, Балтимор, Бангалор, Бангкок, Барселона Ел Прат, Бахрейн, Бейрут, Белфаст Сити, Берлин Тегел, Биллун, Болоня, Бостън, Брюксел, Будапеща, Буенос Айрес Езейза, Букурещ Отопени, Валенсия, Ванкувър, Варшава, Вашингтон – Дълес, Венеция, Виена, Гибралтар, Глазгоу, Гран Кайман, Гьотеборг, Далас/Форт Уърт, Дамам, Делхи, Денвър, Джеда, Доха, Дубай, Дъблин, Дърбан, Дюселдорф, Единбург, Женева, Загреб, Инвърнес, Инсбрук, Исламабад, Истанбул, Йоханесбург, Кайро, Кейп Таун, Копенхаген, Краков, Куала Лумпур, Кувейт, Лагос, Ларнака, Лас Вегас, Лийдс/Брадфорд, Лисабон, Лион, Лос Анджелис, Люксембург, Мадрид, Малага, Манчестър, Марсилия, Маями, Мексико Сити, Милано Линате, Милано Малпенса, Монреал, Москва Домодедово, Москва Шереметиево, Мумбай, Мюнхен, Найроби, Насау, Нашвил, Ница, Нюарк, Ню Йорк, Нюкасъл ъпон Тайн, Ню Орлиънс, Осака, Осло, Остин, Париж Шарл дьо Гол, Пиза, Питсбург, Портланд, Прага, Рейкявик, Рим Фиумичино, Рио де Жанейро, Рияд, Сан Диего, Сао Пауло Гуарулюс, Сантяго, Сан Франциско, Сан Хосе, Сеул Инчон, Сиатъл/Такома, Сидни, Сингапур, София, Стокхолм Арланда, Тел Авив, Токио Ханеда, Торонто – Пиърсън, Тулуза, Филаделфия, Финикс, Франкфурт, Хайдарабад, Хамбург, Хановер, Хелзинки, Хонг Конг, Хюстън, Цюрих, Ченай, Чикаго О'Хеър, Шанхай, Щутгарт |

## Галерия
- Терминал 5
- Контролна кула на летище Хийтроу
- Бритиш Еъруейс на терминал 5
- Терминал 2, заминаващи
- Терминал 3 от птичи поглед
- Терминал 4 от птичи поглед
- Терминал 5 от птичи поглед
- Самолети на Бритиш Еъруейс чакащи разрешение за излитане
- Метространция Летище Хийтроу Терминал 4 на лондонското метро